# Cá tuyết

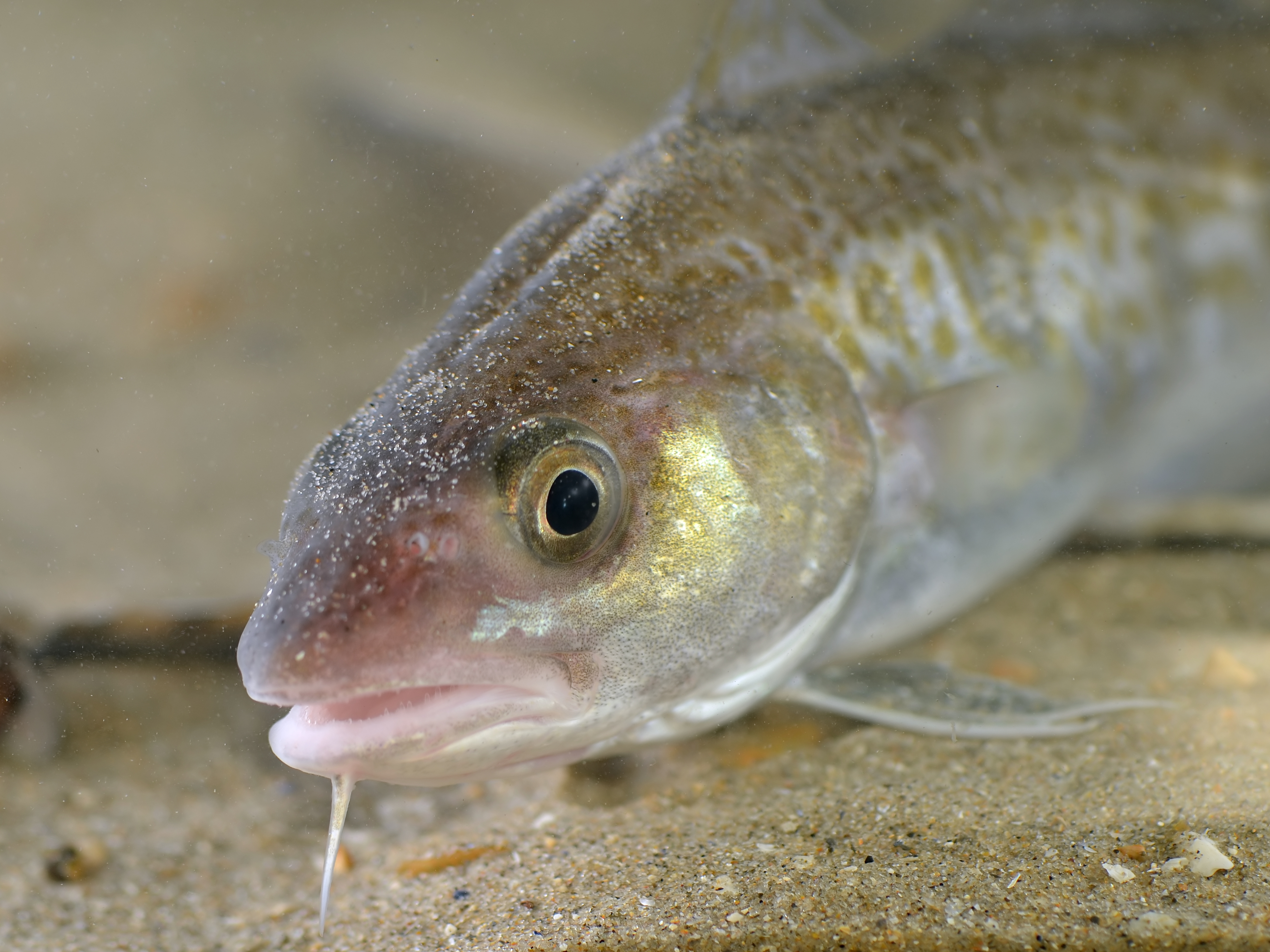
Một con cá tuyết

Cá tuyết là tên gọi chi chung cho các loài cá trong chi Gadus, thuộc họ Gadidae (họ Cá tuyết). Cá tuyết cũng được sử dụng như một phần của tên gọi chung cho một số loài cá khác, và có những loài được đề xuất thuộc về chi Gadus nhưng không được gọi là cá tuyết (các loài cá minh thái Alaska). Vẫn có sự nhầm lẫn giữa cá tuyết (cod) và cá tuyết Patagonian (Patagonian toothfish). Thứ cá sau còn mắc tiền hơn nhiều so với thứ trước và không liên quan gì với nhau.
Hai loài quan trọng nhất của cá tuyết chính là cá tuyết Đại Tây Dương (Gadus morhua) mà chúng sống trong vùng nước lạnh hơn và các vùng biển sâu hơn trong vùng Bắc Đại Tây Dương, và cá tuyết Thái Bình Dương (Gadus macrocephalus), được tìm thấy trong cả hai khu vực phía đông và phía tây của miền Bắc Thái Bình Dương. Gadus morhua được đặt tên bởi Linnaeus vào năm 1758.

## Đặc điểm
Tại thời điểm khác nhau trong quá khứ, phân loại bao gồm nhiều loài trong chi Gadus. Hầu hết trong số này được bây giờ hoặc là phân loại trong chi khác, hoặc đã được công nhận là chỉ đơn giản là hình thức của một trong ba loài. Tất cả các loài có một số tên gọi thông thường, hầu hết trong số họ kết thúc với từ "tuyết" (cod), trong khi các loài khác, liên quan chặt chẽ, có tên gọi thông thường khác (chẳng hạn như cá minh thái, cá tuyết chấm đen, vv.) Mặt khác, nhiều người, loài không liên quan khác cũng có tên gọi thông thường là cá tuyết. Cá tuyết phổ biến như một loại thực phẩm với hương vị nhẹ và dày đặc, thịt trắng và rời (cá thịt trắng). Gan cá tuyết được xử lý để làm dầu gan cá tuyết, một nguồn quan trọng cung cấp vitamin A, vitamin D, vitamin E và axit béo omega-3 (EPA và DHA).
Người ta cũng đã từng bắt được cá tuyết lớn nhất thế giới. Con cá tuyết này dài 152 cm và nặng 47 kg. Con cá này đã phá vỡ kỉ lục trước đó vào năm 1969, khi một ngư dân tại New Hampshire (Mỹ) bắt được một con cá tuyết khác với cân nặng 44,3 kg. Năm 2012, cũng tại hòn đảo đã bắt được nó, người ta đã bắt được con cá tuyết dài 1,5m, nặng 42 kg và được ghi nhận là con cá tuyết nặng nhất từng được đánh bắt trên vùng biển châu u lúc đó.Vùng biển tại Nauy là nơi cá tuyết sinh sôi và phát triển tự do. Chúng có thể đạt cân nặng gấp 5 lần so với đồng loại sống tại các vùng biển của Anh (9 kg).

## Khai thác

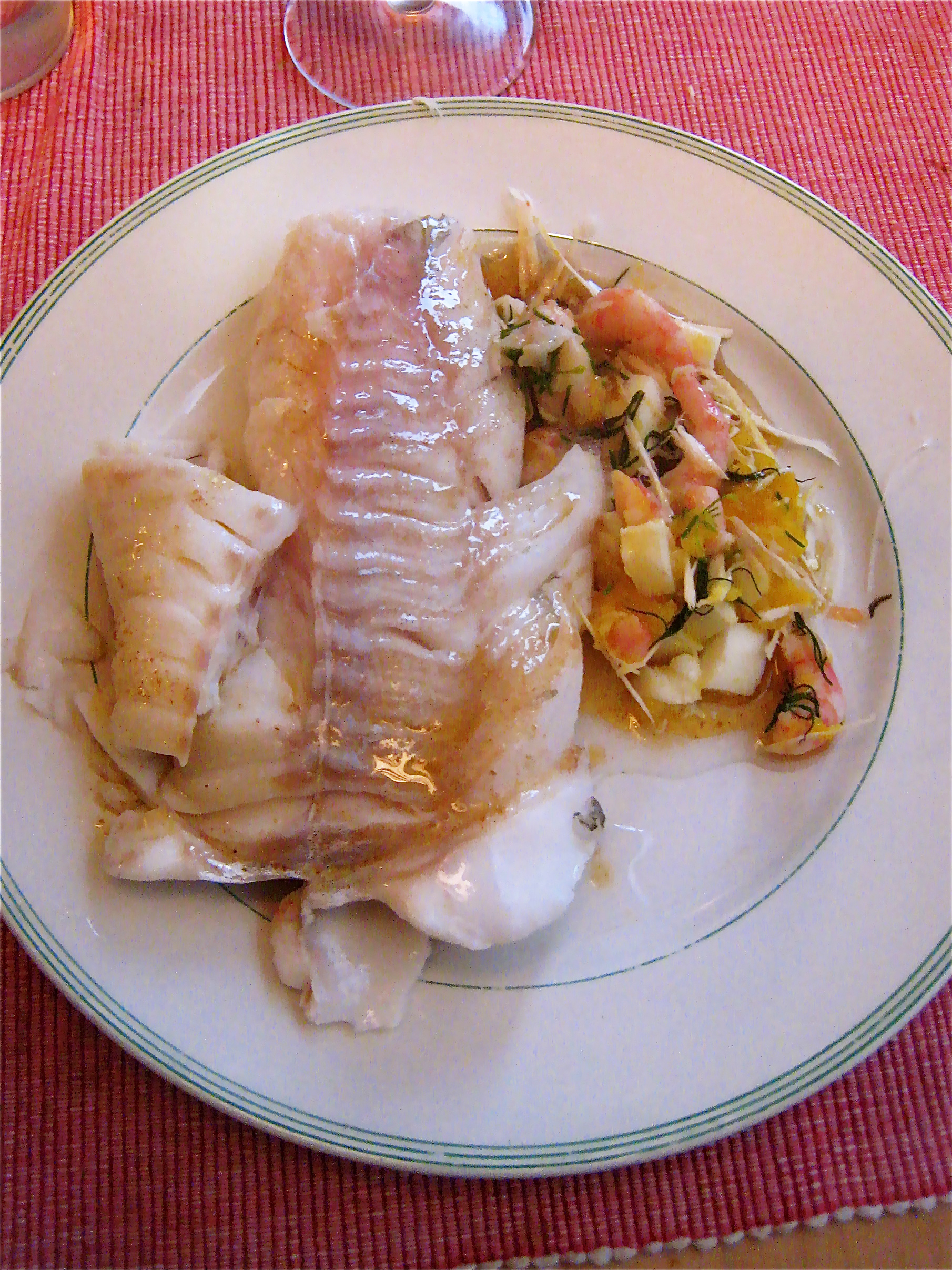
Thịt cá tuyết

Ở Vương quốc Anh, cá tuyết Đại Tây Dương là một trong những thành phần phổ biến nhất trong các loại cá và khoai tây chiên, cùng với cá tuyết đốm và cá bơn sao. Vào năm 2006, cá tuyết Đại Tây Dương là thu hoạch 23.000 tấn, chiếm một nửa tổng sản lượng thu hoạch. Nuôi cá tuyết Đại Tây Dương đã nhận được một số lượng đáng kể lãi suất do xu hướng chung của tăng giá cá tuyết cùng với việc giảm sản lượng đánh bắt tự nhiên.
Khoảng 51% số lượng cá tuyết trong các chợ ở Hoa Kỳ có xuất xứ từ Trung Quốc, tương đương 70.7 triệu pound (khoảng 32 nghìn tấn) mỗi năm. Cá tuyết được người Nhật sử dụng nhiều, nên nổi danh với cách chế biến tinh tế của họ. Cá ướp sauce teriyaki rồi nướng được kể là món ngon, nhờ những hương vị tinh tế pha trong nước sauce. Căn bản của teriyaki là xì dầu lên men.
Cá tuyết ở Việt Nam được liệt vào hàng đặc sản, hầu hết bán trong những nhà hàng. Cá tuyết là thực phẩm lạ miệng hơn cả được nhiều khách chọn. Giá của cá tuyết vào khoảng 1,2 triệu đồng Việt Nam/kg. Nhập vào Việt Nam là cá tuyết Nga, trước đây giá hơn cả triệu đồng/kg, giờ đây hạ xuống chỉ còn vài trăm ngàn. Cá tuyết đen tuyền mắc hơn cá tuyết đốm. Với giá dưới 300.000/kg, cá tuyết đã bắt đầu đi vào nhà hàng bình dân của Việt Nam. Thịt cá tuyết thơm như thịt càng ghẹ, càng cua, nhưng lại dai.